# Zdenka Dopitová
Zdenka Dopitová (* 31. prosince 1948 Přerov) je česká politička ČSSD, počátkem 21. století poslankyně Parlamentu ČR.

## Biografie
Absolvovala Střední pedagogickou školu v Přerově. Po dobu třiceti let pak pracovala ve školství coby učitelka a ředitelka mateřské školy. Od roku 1976 byla aktivní v komunální politice jako členka rady MěNV a předsedkyně Sboru pro občanské záležitosti. Je vdaná, má dvě dcery.
V období let 1998–2006 byla starostkou Tovačova. V komunálních volbách roku 1994, komunálních volbách roku 1998, komunálních volbách roku 2002, komunálních volbách roku 2006 a komunálních volbách roku 2010 byla zvolena do zastupitelstva města Tovačov, v roce 1994 za KSČM, v roce 1998 jako bezpartijní za ČSSD a v následných volbách již jako členka ČSSD. Profesně se k roku 1998 uváděla jako ředitelka mateřské školy, následně k roku 2002 a 2006 coby starostka města, v roce 2010 již jako důchodkyně.
Ve volbách v roce 2006 kandidovala do poslanecké sněmovny za ČSSD (volební obvod Olomoucký kraj). Zvolena nebyla, ve sněmovně ovšem zasedla dodatečně jako náhradnice v říjnu 2008 poté, co poslanec Karel Korytář přešel do senátu. Zasedala ve sněmovním výboru pro sociální politiku a mandátovém a imunitním výboru. Ve sněmovně setrvala do voleb v roce 2010. V roce 2009 informovaly Hospodářské noviny, že do té doby prý neznámá poslankyně Dopitová včlenila při sněmovním projednávání zákona, kterým měla být výstavba dálnice R 35 prohlášena za veřejný zájem, do návrhu obecnou pasáž, jež by veřejný zájem (a z toho plynoucí snazší proces vyvlastnění) vztáhla na všechny dopravní a technické stavby.
Po roce 2010 působila jako asistentka poslance ČSSD Romana Váni.